# Флаг Ольгинского сельского поселения (Абинский район)
Флаг муниципального образования Ольгинское сельское поселение Абинского района Краснодарского края Российской Федерации — опознавательно-правовой знак, служащий официальным символом муниципального образования.
Флаг утверждён 23 апреля 2008 года и внесён в Государственный геральдический регистр Российской Федерации с присвоением регистрационного номера 6207.

## Описание
«Полотнище зеленого цвета с отношением ширины к длине 2:3, несущее вдоль верхнего края ограниченную извилистой линией белую полосу (минимальная ширина – 1/6, габаритная - 14 от ширины полотнища), а посередине основной, зеленой части – белое стилизованное изображение плана укрепления и внутри его – сложенных [в виде звезды пяти метёлок риса]».

## Обоснование символики
Флаг метафорически (языком образов) отражает историко-культурные и бытовые, хозяйственные обычаи и устои сельского поселения.
Звезда, составленная из пяти метелок риса, олицетворяет общинность (коллективизм) и рачительность, а также подразумевает пять населённых пунктов Ольгинского сельского поселения, в хозяйстве которых рисоводство играет ключевую роль. Изображение риса обозначает «благополучие, достаток, процветание».
Зубья крепостной стены отсылают к фельдшанецу, построенному под руководством А. В. Суворова, позднее названному Ольгинским и давшему имя всему поселению.
Светлая полоса вверху полотна символизирует реку Кубань. А нижняя извилистая ее часть представляет «петлеобразные изгибы» речного берега в пределах поселения.
Белый цвет (серебро) подразумевает мир, чистоту, честность. Зелёный обозначает природу и ее жизненные силы, надежду и здоровье.